# The Gilded Age
The Gilded Age ist eine US-amerikanische Historienserie von Julian Fellowes mit Christine Baranski, Cynthia Nixon, Carrie Coon, Morgan Spector, Denée Benton, Louisa Jacobson und Taissa Farmiga. Titelgebend ist die wirtschaftliche Blütezeit Gilded Age.

## Handlung

### Staffel 1
Die Serie spielt in den 1880er-Jahren in New York City. Im Zentrum der Handlung steht die junge Marian Brook aus Pennsylvania, die nach dem Tod ihres Vaters, eines Army-Generals, zu ihren Tanten Agnes van Rhijn und Ada Brook nach New York zieht. Die beiden sind Vertreterinnen des sogenannten „alten Geldes“, wo Familientradition groß geschrieben wird.
Ihnen gegenüber stehen Neureiche wie das Ehepaar George und Bertha Russell, die erst kürzlich zu ihrem Reichtum gekommen sind und ihr Vermögen mit der boomenden Eisenbahnindustrie gemacht haben. Marian freundet sich mit der Afroamerikanerin Peggy Scott an, die in die Stadt zieht, um sich als Schriftstellerin zu versuchen. Die beiden werden in einen Grabenkampf zwischen Marians Tanten und deren Nachbarn, den Russells, verwickelt.

### Staffel 2
Zu Ostern 1883 erhält Bertha Russell die Nachricht, dass ihre Bewerbung um eine Loge an der Academy of Music abgelehnt wurde. Bertha fordert das alte System weiter heraus und arbeitet daran, in der Gesellschaft Fuß zu fassen und später eine führende Rolle zu übernehmen. Berthas Mann George hat mit einer erstarkenden Gewerkschaft in seinem Stahlwerk in Pittsburgh zu kämpfen.
Ada Brook geht zur Überraschung vieler eine neue Beziehung ein, während Marian Brook heimlich an einer Mädchenschule unterrichtet. Agnes van Rhijn ist mit all dem nicht einverstanden. Peggy Scott beginnt durch ihre Arbeit mit T. Thomas Fortune beim NY Globe ihren Aktivistinnengeist zu entdecken.

### Staffel 3
Bertha Russell ist auf der Suche nach einem passenden Partner für ihre Tochter Gladys, ihr Mann George geht riskanten Eisenbahngeschäften nach. Agnes van Rhijn hadert damit, dass nun ihre zu Geld gekommene Schwester Ada das Sagen im Haus hat.
Marian Brook hofft weiter auf die wahre Liebe. Peggy Scott lernt einen Arzt aus Newport kennen, dessen Familie aber nicht davon begeistert ist, dass Peggy eine eigene Karriere verfolgt.

## Besetzung und Synchronisation
Die deutschsprachige Synchronisation übernahm die Interopa Film. Das Dialogbuch schrieb Hilke Flickenschildt, die auch Dialogregie führte.
| Rolle              | Darsteller          | Synchronsprecher         |
| ------------------ | ------------------- | ------------------------ |
| Agnes van Rhijn    | Christine Baranski  | Liane Rudolph            |
| Ada Brook          | Cynthia Nixon       | Marina Krogull           |
| Bertha Russell     | Carrie Coon         | Anna Carlsson            |
| George Russell     | Morgan Spector      | Marius Clarén            |
| Peggy Scott        | Denée Benton        | Lea Kalbhenn             |
| Marian Brook       | Louisa Jacobson     | Magdalena Höfner         |
| Gladys Russell     | Taissa Farmiga      | Luisa Wietzorek          |
| Oscar Van Rhijn    | Blake Ritson        | Rainer Fritzsche         |
| Bannister          | Simon Jones         | Rainer Gerlach           |
| Larry Russell      | Harry Richardson    | Sebastian Kluckert       |
| Tom Raikes         | Thomas Cocquerel    | Roman Wolko              |
| Church             | Jack Gilpin         | Pierre Peters-Arnolds    |
| Sylvia Chamberlain | Jeanne Tripplehorn  | Sabine Arnhold           |
| Aurora Fane        | Kelli O’Hara        | Susanne Geier            |
| Carrie Astor       | Amy Forsyth         | Özge Kayalar             |
| Stanford White     | John Sanders        | Wolfgang Wagner          |
| Turner             | Kelley Curran       | Katharina Spiering       |
| Watson/Collyer     | Michael Cerveris    | Uve Teschner             |
| Dorothy Scott      | Audra McDonald      | Claudia Urbschat-Mingues |
| Jack               | Ben Ahlers          | Sebastian Fitzner        |
| Baudin             | Douglas Sills       | François Smesny          |
| John Thorburn      | Ron Raines          | Thomas Kästner           |
| Mrs. Bauer         | Kristine Nielsen    | Katharina Lopinski       |
| Mrs. Armstrong     | Debra Monk          | Sabina Trooger           |
| Mrs. Fish          | Ashlie Atkinson     | Iris Artajo              |
| Anne Morris        | Katie Finneran      | Manja Doering            |
| Reverend Forte     | Robert Sean Leonard | Klaus-Peter Grap         |

## Produktion und Hintergrund

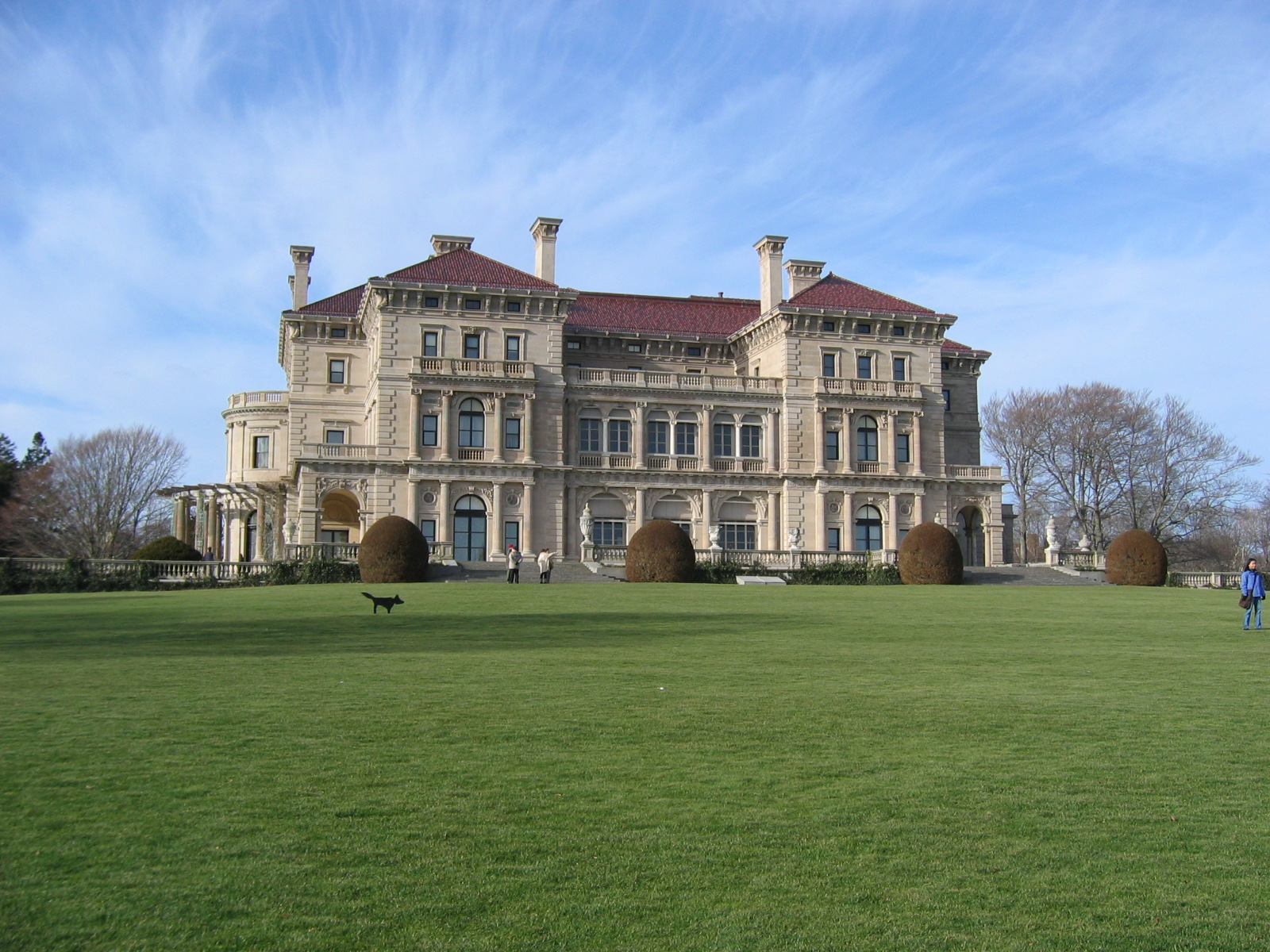
Einer der Drehorte: The Breakers in Newport, Rhode Island

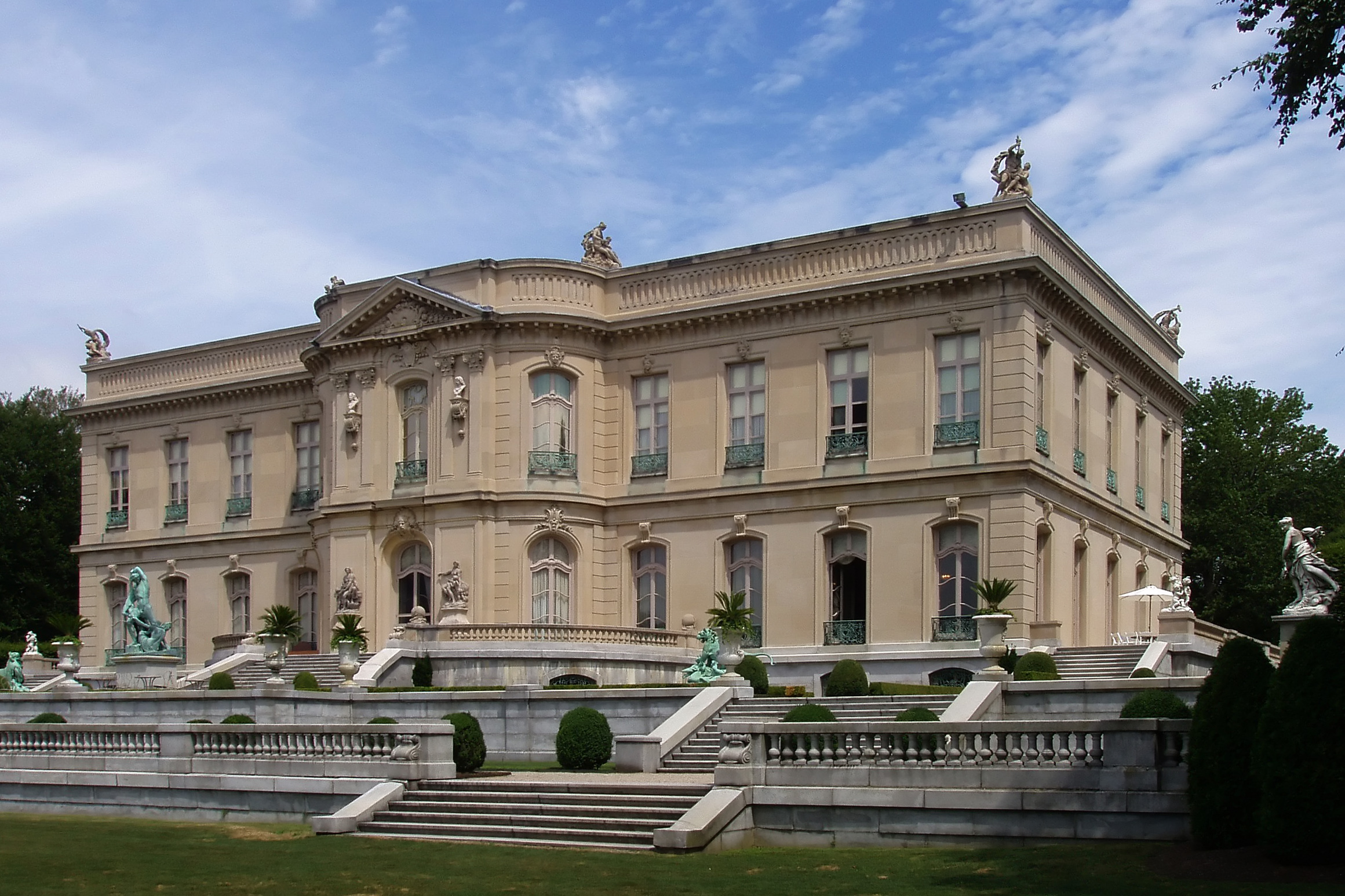
Einer der Drehorte: The Elms in Newport, Rhode Island

Erste Ideen zur Serie hatte Julian Fellowes, der Schöpfer der Serie Downton Abbey und der darauf basierenden Filme Downton Abbey und Downton Abbey II: Eine neue Ära, im Jahr 2012. Ursprünglich war die Serie bei NBC untergebracht, 2019 wechselte das Produktionsunternehmen Universal Television zu HBO als Abnehmer der Serie.
Die Dreharbeiten begannen im Februar 2021 in Newport im US-Bundesstaat Rhode Island. Drehorte waren dort unter anderem die Anwesen The Breakers, The Elms und Chateau-sur-Mer. Im Mai 2021 wurde in Troy im Bundesstaat New York im Central Troy Historic District gedreht.
Ein erster Trailer wurde im November 2021 veröffentlicht. Ursprünglich war für die Rolle der Bertha Russell Amanda Peet vorgesehen. Aufgrund der COVID-19-Pandemie verzögerte sich die Produktion, aus terminlichen Gründen wurde Peet durch Carrie Coon ersetzt.
Für die zweite Staffel wurde unter anderem Robert Sean Leonard als Reverend Forte engagiert.
Die Tierschutz-Vereinigung PETA beklagte in einem Brief an HBO den Tod eines Pferdes bei den Dreharbeiten zur zweiten Staffel. HBO räumte den Tod am 28. Juni 2022 nach Veröffentlichung des Briefes ein, das Pferd sei an natürlichen Ursachen gestorben, wie ein Veterinär bestätigt habe. Gegenüber Variety sagten allerdings verschiedene Quellen aus, dass das Pferd keinerlei Anzeichen hatte, dass es ihm schlecht gehe.
In der dritten Staffel übernahm Phylicia Rashad die Rolle der Mrs. Elizabeth Kirkland, das Familienoberhaupt der Kirkland-Familie verkörpert Brian Stokes Mitchell. Außerdem wurden Bill Camp, Merritt Wever, Leslie Uggams, LisaGay Hamilton, Paul Alexander Nolan, Hattie Morahan, Andrea Martin und Jessica Frances Dukes für die dritte Staffel verpflichtet.

## Veröffentlichung
Die Serie wird seit dem 24. Januar 2022 auf HBO veröffentlicht.
Im Februar 2022 gab HBO eine Verlängerung um eine zweite Staffel bekannt.
Auf Sky Atlantic wird die Serie seit dem 22. April 2022 ausgestrahlt. Die zweite achtteilige Staffel wurde ab dem 30. Oktober 2023 auf Sky Atlantic gezeigt und auf Sky Q zur Verfügung gestellt.
Im Dezember 2023 wurde die Serie um eine dritte Staffel verlängert, deren Veröffentlichung bei HBO ab dem 22. Juni 2025 und in Deutschland ab dem 23. Juni 2025 auf Sky und WOW vorgesehen ist.
Im Juli 2025 gab HBO die Verlängerung um eine vierte Staffel bekannt.

## Episodenliste

### Staffel 1
| Nr. (ges.) | Nr. (St.) | Deutscher Titel                 | Originaltitel              | Erstausstrahlung USA | Deutschsprachige Erstausstrahlung (D) | Regie                      | Drehbuch        |
| ---------- | --------- | ------------------------------- | -------------------------- | -------------------- | ------------------------------------- | -------------------------- | --------------- |
| 1          | 1         | Nicht gesellschaftsfähig        | Never The New              | 24. Jan. 2022        | 22. Apr. 2022                         | Michael Engler             | Julian Fellowes |
| 2          | 2         | Geld ist nicht alles            | Money Isn’t Everything     | 31. Jan. 2022        | 29. Apr. 2022                         | Michael Engler             | Julian Fellowes |
| 3          | 3         | Ruiniert                        | Face the Music             | 7. Feb. 202          | 29. Apr. 2022                         | Salli Richardson Whitfield | Julian Fellowes |
| 4          | 4         | Ein langer Weg                  | A Long Ladder              | 14. Feb. 2022        | 6. Mai 2022                           | Salli Richardson Whitfield | Julian Fellowes |
| 5          | 5         | Zwei Fliegen mit einer Klappe   | Charity Has Two Functions  | 21. Feb. 2022        | 6. Mai 2022                           | Salli Richardson Whitfield | Julian Fellowes |
| 6          | 6         | Köpfe rollten schon für weniger | Heads Have Rolled For Less | 28. Feb. 2022        | 13. Mai 2022                          | Salli Richardson Whitfield | Julian Fellowes |
| 7          | 7         | Erleuchtung                     | Irresistible Change        | 7. März 2022         | 13. Mai 2022                          | Michael Engler             | Julian Fellowes |
| 8          | 8         | Kompromittiert in Newport       | Tucked Up in Newport       | 14. März 2022        | 20. Mai 2022                          | Michael Engler             | Julian Fellowes |
| 9          | 9         | Lasst die Spiele beginnen       | Let The Tournament Begin   | 21. März 2022        | 20. Mai 2022                          | Michael Engler             | Julian Fellowes |

### Staffel 2
| Nr. (ges.) | Nr. (St.) | Deutscher Titel             | Originaltitel                  | Erstausstrahlung USA | Deutschsprachige Erstausstrahlung (D) | Regie             | Drehbuch                        |
| ---------- | --------- | --------------------------- | ------------------------------ | -------------------- | ------------------------------------- | ----------------- | ------------------------------- |
| 10         | 1         | Die schönen Künste          | You Don’t Even Like Opera      | 29. Okt. 2023        | 30. Okt. 2023                         | Michael Engler    | Julian Fellowes                 |
| 11         | 2         | Unerwünschte Gefälligkeiten | Some Sort of Trick             | 5. Nov. 2023         | 6. Nov. 2023                          | Deborah Kampmeier | Julian Fellowes                 |
| 12         | 3         | Kopf an Kopf                | Head to Head                   | 12. Nov. 2023        | 13. Nov. 2023                         | Michael Engler    | Julian Fellowes, Sonja Warfield |
| 13         | 4         | Hofintrigen                 | His Grace the Duke             | 19. Nov. 2023        | 20. Nov. 2023                         | Deborah Kampmeier | Julian Fellowes                 |
| 14         | 5         | Zum Greifen nah             | Close Enough to Touch          | 26. Nov. 2023        | 27. Nov. 2023                         | Michael Engler    | Julian Fellowes, Sonja Warfield |
| 15         | 6         | Warnschüsse                 | Warning Shots                  | 3. Dez. 2023         | 4. Dez. 2023                          | Crystle Roberson  | Julian Fellowes                 |
| 16         | 7         | Wahrzeichen und Wunder      | Wonders Never Cease            | 10. Dez. 2023        | 11. Dez. 2023                         | Michael Engler    | Julian Fellowes, Sonja Warfield |
| 17         | 8         | Gewinner und Verlierer      | In Terms of Winning and Losing | 17. Dez. 2023        | 18. Dez. 2023                         | Michael Engler    | Julian Fellowes                 |

### Staffel 3
| Nr. (ges.) | Nr. (St.) | Deutscher Titel                  | Originaltitel                   | Erstausstrahlung USA | Deutschsprachige Erstausstrahlung (D) | Regie             | Drehbuch                           |
| ---------- | --------- | -------------------------------- | ------------------------------- | -------------------- | ------------------------------------- | ----------------- | ---------------------------------- |
| 18         | 1         | Wer hat hier das Sagen?          | Who Is In Charge Here?          | 22. Juni 2025        | 23. Juni 2025                         | Michael Engler    | Julian Fellowes und Sonja Warfield |
| 19         | 2         | Futter für die Klatschspalten    | What the Papers Say             | 29. Juni 2025        | 30. Juni 2025                         | Deborah Kampmeier | Julian Fellowes und Sonja Warfield |
| 20         | 3         | Liebe ist niemals einfach        | Love Is Never Easy              | 6. Juli 2025         | 7. Juli 2025                          | Michael Engler    | Julian Fellowes und Sonja Warfield |
| 21         | 4         | Drum prüfe, wer sich ewig bindet | Marriage Is a Gamble            | 13. Juli 2025        | 14. Juli 2025                         | Michael Engler    | Julian Fellowes und Sonja Warfield |
| 22         | 5         | Eine andere Welt                 | A Different World               | 20. Juli 2025        | 21. Juli 2025                         | Deborah Kampmeier | Julian Fellowes und Sonja Warfield |
| 23         | 6         | Zerschlagenes Porzellan          | If You Want to Cook an Omelette | 27. Juli 2025        | 28. Juli 2025                         | Deborah Kampmeier | Julian Fellowes und Sonja Warfield |
| 24         | 7         | Wären es doch nur Lügen          | Ex-Communicated                 | 3. Aug. 2025         | 4. Aug. 2025                          | Salli Richardson  | Julian Fellowes und Sonja Warfield |
| 25         | 8         | Eine rauschende Ballnacht        | My Mind Is Made Up              | 10. Aug. 2025        | 11. Aug. 2025                         | Salli Richardson  | Julian Fellowes und Sonja Warfield |

## Rezeption
Die US-Kritiken zu Beginn der ersten Staffel im Januar 2022 waren überwiegend positiv.
So empfahl Ben Travers von IndieWire die Serie allen Fans von Kostümdramen und gut orchestrierten Ensemble-Stücken, die durch die Serie gut unterhalten würden. Matthew Gilbert vom Boston Globe nannte die Produktion eine elegant erzählte, wunderschön designte und gut gespielte Geschichte, wenngleich die Serie zu viele Bälle in der Luft habe.
Daniel D’Addario von Variety.com sah zwar ein Problem bei den Dialogen, allerdings seien genügend andere Elemente so hervorragend, dass das Publikum interessiert bleibe. Die Erwartungen könne die Serie dank der Liebe zum Detail sowie der Schauspielleistungen erfüllen. Judy Berman vom Time Magazine dagegen nannte die Serie unterhaltsam, aber ohne wirklich zu glänzen. Fellowes würde zu viele seiner Lieblings-Archetypen recyclen.
Marcus Kirzynowski vergab auf Fernsehserien.de/Wunschliste.de 3,5 von fünf Sternen und meinte, dass das Ensemble die große Stärke der Serie und Christine Baranski die Idealbesetzung für diese stolze und lakonische Frau sei. Inszenatorisch sei dagegen alles hingegen etwas zäh, wenn man sich nicht auch gerne stundenlang Übertragungen von Adelshochzeiten oder Thronjubiläen anschaut. Das perfekt umgesetzte Schwelgen in den aufwendigen Kulissen und Kostümen und allgemein im Luxusleben der Protagonisten nehme viel mehr Raum ein als die sporadisch gesetzten kritischen Untertöne. So seien die ersten Folgen mehr Realitätsflucht als Gegenwartsparabel.
Bjarne Bock bewertete die Serie auf serienjunkies.de mit vier von fünf Sternen und lobte den Cast als hervorstechend, die Serie liefere eine eindrucksvolle Zeitreise. Der Produktionsaufwand sei überaus beeindruckend, die Story allerdings weniger. Auch die Charaktere würden nicht sehr einfallsreich ausfallen. Wer sich eine Art Downton Abbey in Amerika erhoffe, bekomme genau das, aber auch nicht mehr als das. Alles in allem böten die ersten Folgen der Auftaktstaffel einen erwartbar sehenswerten Gesamteindruck.
Zuschauerzahlen
Laut Sky Deutschland lag die erste Staffel der Serie hinsichtlich Zuschauerinteresse unter den HBO-Produktionen des Jahres 2022 nach House of the Dragon und Euphoria auf dem dritten Platz.

## Auszeichnungen und Nominierungen
Satellite Awards 2022
- Nominierung in der Kategorie Beste Darstellerin in einer Serie (Drama/Genre) (Carrie Coon)
- Nominierung in der Kategorie Beste Nebendarstellerin in einer Serie, Miniserie oder einem Fernsehfilm (Cynthia Nixon)

Primetime-Emmy-Verleihung 2022
- Auszeichnung in der Kategorie Outstanding Production Design For A Narrative Period Or Fantasy Program (One Hour Or More) (Bob Shaw, Larry Brown, Laura Ballinger Gardner und Regina Graves für  Nicht gesellschaftsfähig)[30][31]

Screen Actors Guild Awards 2024
- Nominierung in der Kategorie Bestes Schauspielensemble in einer Dramaserie

Primetime-Emmy-Verleihung 2024
- Nominierung in der Kategorie Beste Dramaserie[32]
- Nominierung in der Kategorie Beste Hauptdarstellerin – Dramaserie (Carrie Coon)
- Nominierung in der Kategorie Beste Nebendarstellerin – Dramaserie (Christine Baranski)